# Area tegmentalis ventralis

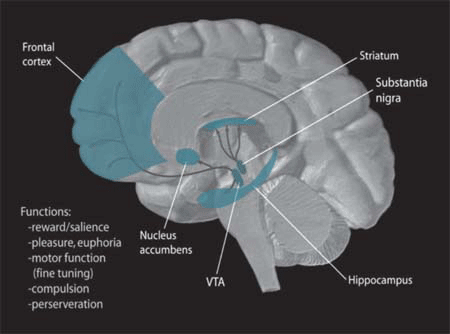
Lage der Area tegmentalis ventralis im menschlichen Gehirn, hier als VTA (englisch: ventral tegmental area) bezeichnet

Als Area tegmentalis ventralis werden Nervenzellgruppen des Mittelhirns (Mesencephalon) begrifflich zusammengefasst, die in der ventralen Mittelhirnhaube (Tegmentum mesencephali) rostroventral des Nucleus ruber und medial der Substantia nigra nahe der Medianebene liegen.
Zu diesen Kerngebieten des ventralen Tegmentum mesencephali gehören die gemeinsam als Nuclei tegmentales anteriores bezeichneten Nucleus interfascicularis, Nucleus pigmentosus parabrachialis und Nucleus paranigralis, sowie ein nur unscharf abgrenzbares Gebiet von GABAergen Neuronen, das auch Nucleus tegmentalis rostromedials oder „Schwanz des ventralen tegmentalen Areals“ (englisch tail of the ventral tegmental area, tVTA) genannt wird.
Die meisten Neuronen der Area tegmentalis ventralis nutzen, wie die in der Substantia nigra, als Neurotransmitter Dopamin. Diese dopaminerge Neuronengruppe (A 10) ist das Ausgangs-Areal des mesolimbischen Systems. Ihre Projektionen erreichen über den Fasciculus medialis telencephali (mediales Vorderhirnbündel) den Nucleus accumbens, von dem aus wichtige Kerngebiete des limbischen Systems beeinflusst werden, so die Amygdala und das Septum. Eine wesentliche Funktion der Area tegmentalis ventralis besteht in der Aktivierung des mesolimbischen Systems, dem für die Regulation von Emotionen wie Freude im Rahmen eines sogenannten endogenen Belohnungssystems eine besondere Bedeutung zugeschrieben wird. Daher wird auch vermutet, dass es im Zusammenhang mit der Entstehung von Suchtverhalten eine Schlüsselrolle spielt. Bei Untersuchungen mit funktioneller  Magnetresonanztomographie an Rauchern konnte zum Beispiel gezeigt werden, dass in dem Moment, wo beim Raucher der Wunsch nach der nächsten Zigarette entsteht, die Hirnaktivität vor allem im präfrontalen Cortex, in der Amygdala und in der Area tegmentalis ventralis ansteigt. 